# あさぎ桜
あさぎ 桜（あさぎ さくら、1972年12月26日 - ）は、日本のアニメーター、イラストレーター、漫画家。
少年陰陽師やセイント・ビーストのキャラクターデザイン・挿絵を担当。また、「アクエリアンエイジ」にも参加している。

## 代表作

### 作画・キャラクターデザイン
- 少年陰陽師 シリーズ
- セイント・ビースト シリーズ
- 新機動戦記ガンダムW Endless Waltz （上・下）
- 新機動戦記ガンダムW Frozen Teardrop
- 機動戦士ガンダム U.C. ENGAGE（2024年、「サーリア・キャビネット」キャラクターデザイン）[1]
- 「秘密のロイヤル・プリンス」シリーズ
- 「アルティマブラッド」シリーズ
- 新機動戦記ガンダムW-operation 30th-

### コミック
- 明日があるさ（林原めぐみ）
- 新機動戦記ガンダムW BLIND TARGET
- アクエリアンエイジ ガールズ ウォーウォー! （メガミマガジン）
- アルティマブラッド（B's-LOG COMIC）

### 画集
- Sakura Asagi Illustration works 〜Saint Beast〜 ISBN 978-4-86134-140-3

セイント・ビーストシリーズのイラストを200点以上収録した画集
- あさぎ桜画集『少年陰陽師』 ISBN 978-4-04-854513-6

少年陰陽師シリーズの30巻までに至るカラーイラスト、コミック全話を完全収録。
- あさぎ桜画集 新機動戦記ガンダムW Frozen Teardrop ISBN 978-4-04-103760-7

新機動戦記ガンダムW Frozen Teardropの挿絵等のイラストを収録。